# الینا آوانسیان
الینا آوانسیان (ارمنی: Էլինա Արարատի Ավանեսյան انگلیسی: Elina Avanesyan؛ زادهٔ ۱۷ سپتامبر ۲۰۰۲) تنیس‌باز اهل ارمنستان زاده روسیه است.

## ITF Circuit finals

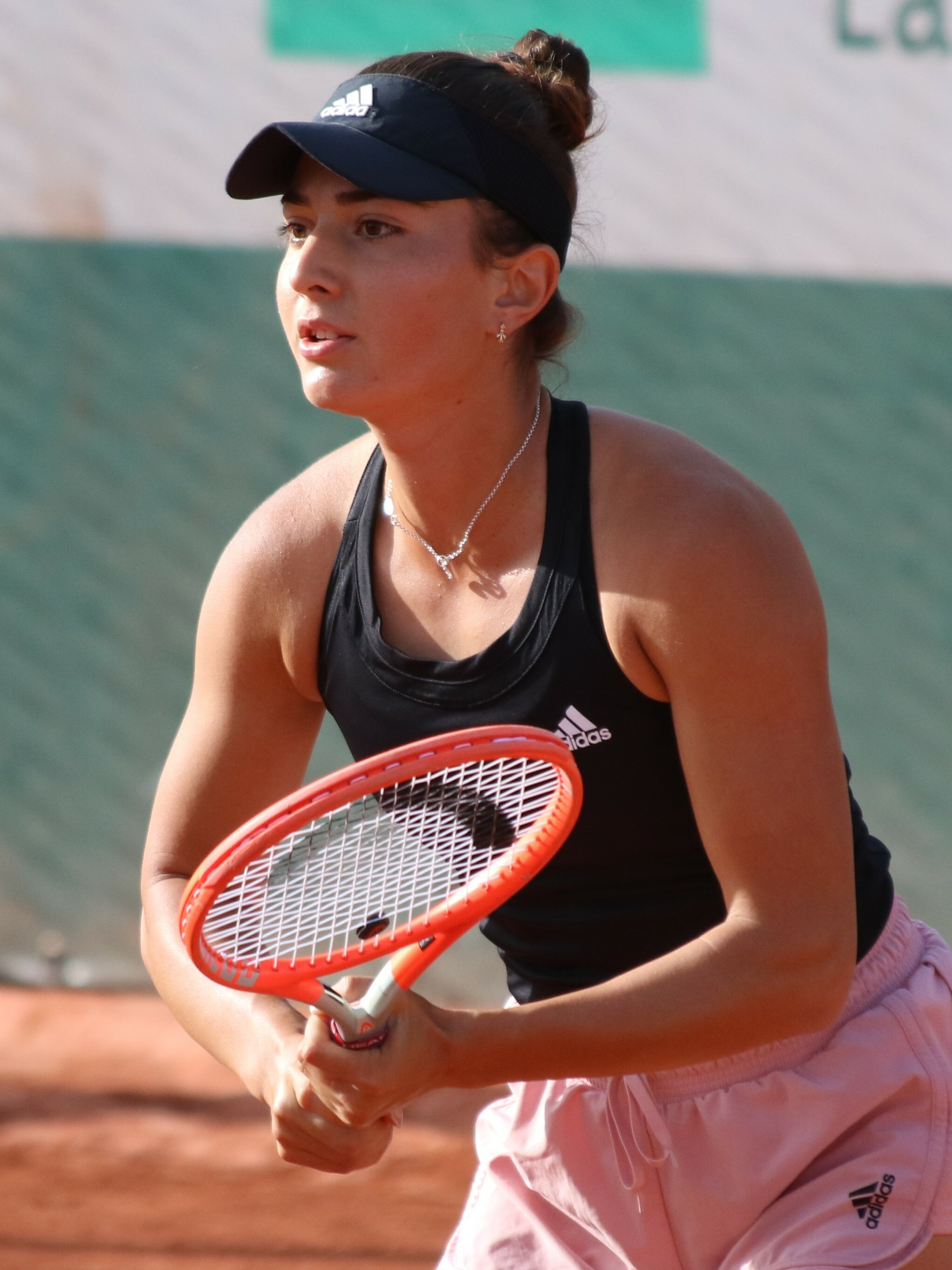
الینا آوانسیان - ۲۰۲۲

### تک‌نفره‌ها: ۸ (۴ عناوین، ۴ نایب قهرمانی)
| Legend              |
| ------------------- |
| تورنمنت‌های $۱۰۰٬۰۰۰ |
| تورنمنت‌های $۸۰٬۰۰۰  |
| تورنمنت‌های $۶۰٬۰۰۰  |
| تورنمنت‌های $۲۵٬۰۰۰  |
| تورنمنت‌های $۱۵٬۰۰۰  |

| فینال‌ها بر پایه سطح زمین |
| ------------------------ |
| زمین سخت (۰–۰)           |
| زمین رُسی (۴–۴)           |
| زمین چمن (۰–۰)           |
| Carpet (۰–۰)             |

| نتیجه | برد-باخت | تاریخ        | تورنمنت               | Tier   | سطح زمین | حریف                    | Score            |
| ----- | -------- | ------------ | --------------------- | ------ | -------- | ----------------------- | ---------------- |
| باخت  | ۰–۱      | اوت ۲۰۱۹     | آی‌تی‌اف مسکو، روسیه    | ۱۵٬۰۰۰ | زمین رُسی | Amina Anshba            | ۴–۶, ۳–۶         |
| برد   | ۱–۱      | سپتامبر ۲۰۱۹ | ITF چیمکند، قزاقستان  | ۱۵٬۰۰۰ | زمین رُسی | Tamara Čurović          | ۶–۲, ۷–۵         |
| باخت  | 1–2      | دسامبر ۲۰۲۰  | آی‌تی‌اف قاهره، مصر     | ۱۵٬۰۰۰ | زمین رُسی | Carolina Meligeni Alves | ۰–۶, ۵–۷         |
| باخت  | 1–3      | ژانویه ۲۰۲۱  | آی‌تی‌اف قاهره، مصر     | ۱۵٬۰۰۰ | زمین رُسی | Sinja Kraus             | ۲–۶, ۳–۶         |
| برد   | 2–3      | آوریل ۲۰۲۱   | آی‌تی‌اف قاهره، مصر     | ۱۵٬۰۰۰ | زمین رُسی | Eri Shimizu             | ۶–۱, ۶–۰         |
| برد   | 3–3      | مه ۲۰۲۱      | آی‌تی‌اف قاهره، مصر     | ۱۵٬۰۰۰ | زمین رُسی | Zhibek Kulambayeva      | ۳–۶, ۶–۴, ۶–۴    |
| باخت  | 3–4      | مه ۲۰۲۱      | آی‌تی‌اف قاهره، مصر     | ۱۵٬۰۰۰ | زمین رُسی | Gergana Topalova        | ۳–۶, ۳–۶         |
| برد   | 4–4      | Aug ۲۰۲۱     | آی‌تی‌اف فرسمولد، آلمان | ۶۰٬۰۰۰ | زمین رُسی | فدریکا دی سارا          | 6–7(4), ۶–۲, ۶–۲ |

### دونفره‌ها: 14 (8 titles, ۶ نایب قهرمانی)
| Legend              |
| ------------------- |
| تورنمنت‌های $۱۰۰٬۰۰۰ |
| تورنمنت‌های $۸۰٬۰۰۰  |
| تورنمنت‌های $۶۰٬۰۰۰  |
| تورنمنت‌های $۲۵٬۰۰۰  |
| تورنمنت‌های $۱۵٬۰۰۰  |

| Finals by surface |
| ----------------- |
| زمین سخت (۱–۱)    |
| زمین رُسی (۷–۵)    |
| زمین چمن (۰–۰)    |
| Carpet (0–0)      |

| نتیجه | برد-باخت | تاریخ        | تورنمنت                 | Tier   | سطح زمین | شریک                   | حریف‌ها                                       | Score            |
| ----- | -------- | ------------ | ----------------------- | ------ | -------- | ---------------------- | -------------------------------------------- | ---------------- |
| باخت  | 0–1      | اوت ۲۰۱۷     | آی‌تی‌اف مسکو، روسیه      | ۱۵٬۰۰۰ | زمین رُسی | Avelina Sayfetdinova   | Ilona Kremen Iryna Shymanovich               | ۴–۶, ۴–۶         |
| برد   | 1–1      | اوت ۲۰۱۹     | آی‌تی‌اف مسکو، روسیه      | ۱۵٬۰۰۰ | زمین رُسی | Taisya Pachkaleva      | Ekaterina Makarova Sviatlana Pirazhenka      | ۶–۲, ۷–۵         |
| باخت  | 1–2      | سپتامبر ۲۰۱۹ | آی‌تی‌اف چیمکند، قزاقستان | ۱۵٬۰۰۰ | زمین رُسی | Viktoryia Kanapatskaya | Veronika Pepelyaeva Mariia Tkacheva          | ۴–۶, ۴–۶         |
| برد   | 2–2      | سپتامبر ۲۰۱۹ | آی‌تی‌اف چیمکند، قزاقستان | ۱۵٬۰۰۰ | زمین رُسی | Viktoryia Kanapatskaya | Yekaterina Dmitrichenko Avelina Sayfetdinova | ۶–۳, ۶–۰         |
| برد   | 3–2      | نوامبر ۲۰۲۰  | آی‌تی‌اف شرم‌الشیخ، مصر    | ۱۵٬۰۰۰ | زمین سخت | Iryna Shymanovich      | Valentina Ryser Lulu Sun                     | ۶–۴, ۶–۱         |
| باخت  | 3–3      | نوامبر ۲۰۲۰  | آی‌تی‌اف شرم‌الشیخ، مصر    | ۱۵٬۰۰۰ | زمین سخت | Iryna Shymanovich      | Michaela Bayerlová Laetitia Pulchartová      | ۴–۶, ۵–۷         |
| برد   | 4–3      | نوامبر ۲۰۲۰  | آی‌تی‌اف قاهره، مصر       | ۱۵٬۰۰۰ | زمین رُسی | Anna Kubareva          | Anastasia Nefedova Jazmín Ortenzi            | ۶–۳, ۷–۵         |
| باخت  | 4–4      | دسامبر ۲۰۲۰  | آی‌تی‌اف قاهره، مصر       | ۱۵٬۰۰۰ | زمین رُسی | Anna Kubareva          | Anna Sisková Lexie Stevens                   | ۶–۳, ۴–۶, [۸–۱۰] |
| باخت  | 4–5      | دسامبر ۲۰۲۰  | آی‌تی‌اف قاهره، مصر       | ۱۵٬۰۰۰ | زمین رُسی | Anastasia Tikhonova    | Daria Mishina Noel Saidenova                 | ۲–۶, ۶–۲, [۹–۱۱] |
| برد   | 5–5      | ژانویه ۲۰۲۱  | آی‌تی‌اف قاهره، مصر       | ۱۵٬۰۰۰ | زمین رُسی | Lexie Stevens          | Gloria Ceschi Marion Viertler                | ۶–۱, ۶–۲         |
| برد   | 6–5      | ژانویه ۲۰۲۱  | آی‌تی‌اف قاهره، مصر       | ۱۵٬۰۰۰ | زمین رُسی | Lexie Stevens          | Emma Davis Anastasia Nefedova                | ۶–۱, ۶–۲         |
| برد   | 7–5      | آوریل ۲۰۲۱   | آی‌تی‌اف قاهره، مصر       | ۱۵٬۰۰۰ | زمین رُسی | Park So-hyun           | Barbora Matúšová Anastasia Zolotareva        | ۶–۴, ۶–۴         |
| برد   | 8–5      | آوریل ۲۰۲۱   | آی‌تی‌اف قاهره، مصر       | ۱۵٬۰۰۰ | زمین رُسی | ماریا تیموفیوا         | Isabelle Haverlag Merel Hoedt                | ۱–۶, ۶–۴, [۱۰–۸] |
| باخت  | 8–6      | مه ۲۰۲۱      | آی‌تی‌اف قاهره، مصر       | ۱۵٬۰۰۰ | زمین رُسی | Oana Gavrilă           | Nicole Fossa Huergo Zhibek Kulambayeva       | ۳–۶, ۲–۶         |